# Lamprospilus
Lamprospilus là một chi bướm ngày thuộc họ Lycaenidae.